# Список вимерлих в Україні тварин
Це список тварин, що вимерли в дикому стані на території України в історичний час.

## Список

### Ссавці
| Українська назва                     | Латинська назва          | Автор таксона    | Сучасний ареал                                          | Історичне поширення в Україні          | Час вимирання в Україні | Зображення |
| Ряд: Рукокрилі (Chiroptera)          |                          |                  |                                                         |                                        | |            |
| Родина: Довгокрилові (Miniopteridae) |                          |                  |                                                         |                                        | |            |
| Довгокрил європейський               | Miniopterus schreibersii | (Kuhl, 1817)     | Середземноморський регіон                               | Закарпаття, Крим                       | в Криму вимер у 1960-х, на Закарпатті востаннє спостерігався у 1993 році в Рахівському районі                                                                              |            |
| Ряд: Зайцеподібні (Lagomorpha)       |                          |                  |                                                         |                                        | |            |
| Родина: Пискухові (Ochotonidae)      |                          |                  |                                                         |                                        | |            |
| Пискуха степова                      | Ochotona pusilla         | (Pallas, 1769)   | Казахстан та суміжні райони Росії і Китаю               | степи між Дністром і Бугом, Полтавщина | на початку XIX століття |            |
| Ряд: Хижі (Carnivora)                |                          |                  |                                                         |                                        | |            |
| Родина: Куницеві (Mustelidae)        |                          |                  |                                                         |                                        | |            |
| Росомаха                             | Gulo gulo                | Linnaeus, 1758   | Північна Європа, Північна Азія, Північна Америка        | Поділля, Полісся                       | Остання відома дика особина застрелена у 1880 році поблизу Канева |            |
| Соболь                               | Martes zibellina         | Linnaeus, 1758   | Північна Азія                                           | лісова зона                            | XVI століття |            |
| Родина: Тюленеві (Phocidae)          |                          |                  |                                                         |                                        | |            |
| Тюлень-монах звичайний               | Monachus monachus        | (Hermann, 1779)  | Середземне море, Східна Атлантика                       | біля узбережжя Криму                   | середина XX століття |            |
| Ряд: Непарнокопитні (Perissodactyla) |                          |                  |                                                         |                                        | |            |
| Родина: Коневі (Equidae)             |                          |                  |                                                         |                                        | |            |
| Кулан                                | Equus hemionus           | Pallas, 1775     | Західна, Середня та Східна Азія                         |                                        | з території України кулан зник близько XVII століття. Кулан реінтродукований і в напіввільному стані проживає в заповіднику Асканія-Нова й на острові Бирючий у Приазов'ї. |            |
| †Тарпан                              | Equus ferus ferus        | Boddaert, 1785   | вимер, був поширений у степовій зоні Європи та Азії     | степова зона                           | останній дикий екземпляр відловлено у 1886 біля села Нововоронцовка на Херсонщині). У 1918 році в маєтку поблизу Миргорода на Полтавщині помер останній тарпан.            |            |
| Ряд: Парнокопитні ( Artiodactyla)    |                          |                  |                                                         |                                        | |            |
| Родина: Бикові (Bovidae)             |                          |                  |                                                         |                                        | |            |
| Сайгак                               | Saiga tatarica           | (Linnaeus, 1766) | Середня Азія                                            | степова і лісостепова зона             | Останню тварину було забито у 1898 р. біля с. Преображенка. Сайгаки реінтродуковані у заповіднику Асканія-Нова, де у напівдикому стані живуть приблизно 600 особин         |            |
| †Тур                                 | Bos primigenius          | (Bojanus, 1827)  | вимер, був поширений в Європі, Північній Африці та Азії | на всій території                      | XVII століття. |            |

### Птахи
| Українська назва                      | Латинська назва       | Автор таксона    | Сучасний ареал                               | Історичне поширення в Україні | Час вимирання в Україні                                                                           | Зображення |
| Ряд: Куроподібні (Galliformes)        |                       |                  |                                              | |                                                                                                   |            |
| Родина: Фазанові (Phasianidae)        |                       |                  |                                              | |                                                                                                   |            |
| Куріпка біла                          | Lagopus lagopus       | (Linnaeus, 1758) | північ Євразії                               | до ХІХ ст. гніздились, а тепер може залітати в північні райони Сумщини, Чернігівщини й Житомирщини                                                               |                                                                                                   |            |
| Ряд: Сивкоподібні (Charadriiformes)   |                       |                  |                                              | |                                                                                                   |            |
| Родина: Сивкові (Charadriidae)        |                       |                  |                                              | |                                                                                                   |            |
| Чайка степова                         | Vanellus gregarius    | (Pallas, 1771)   | Середня Азія                                 | на території України чайка степова гніздилася у середині ХІХ ст. на Донеччині та Полтавщині, а до середини ХХ ст. траплялась на перельотах в південних регіонах. |                                                                                                   |            |
| Родина: Баранцеві (Scolopacidae)      |                       |                  |                                              | |                                                                                                   |            |
| Кульон тонкодзьобий                   | Numenius tenuirostris | Vieillot, 1817   | Казахстан                                    | степ | на території Україна не гніздиться після 1900 року, зараз трапляється під час сезонних міграцій   |            |
| Ряд: Яструбоподібні (Accipitriformes) |                       |                  |                                              | |                                                                                                   |            |
| Родина: Яструбові (Accipitridae)      |                       |                  |                                              | |                                                                                                   |            |
| Стерв'ятник                           | Neophron percnopterus | (Linnaeus, 1758) | Південна Європа, Західна Азія, Індія, Африка | гніздився у Криму та Подністров'ї | останнє гніздування спостерігалося у Криму у 1958 році, зрідка трапляються бродяжні птахи         |            |
| Орел степовий                         | Aquila nipalensis     | (Hodgson, 1833)  | степова зона Азії                            | степова зона | останнє гніздування спостерігалося в Асканії-Новій у 1980 році, зрідка трапляються бродяжні птахи |            |

### Риби
| Українська назва                      | Латинська назва       | Автор таксона    | Сучасний ареал                                       | Історичне поширення в Україні                                                               | Час вимирання в Україні                                                                                       | Зображення |
| Ряд: Осетроподібні (Acipenseriformes) |                       |                  |                                                      |                                                                                             | |            |
| Родина: Осетрові (Acipenseridae)      |                       |                  |                                                      |                                                                                             | |            |
| Осетер європейський                   | Acipenser sturio      | Linnaeus, 1758   | води атлантичного узбережжя Європи і Середземномор'я | біля південних берегів берегів Кримського півострова, у Каркінітській затоці та гирлі Дунаю | в уловах не траплявся з 1960-х років                                                                          |            |
| Шип                                   | Acipenser nudiventris | Lovetsky, 1828   | Чорне, Азовське, Каспійське моря                     | Чорне, Азовське моря, гирло Дунаю                                                           | в уловах не траплявся з 1960-х років                                                                          |            |
| Ряд: Коропоподібні (Cypriniformes)    |                       |                  |                                                      |                                                                                             | |            |
| Родина: Коропові (Cyprinidae)         |                       |                  |                                                      |                                                                                             | |            |
| Рибець малий                          | Vimba tenella         | (Nordmann, 1840) | водойми західного Закавказзя та Криму                | річка Чорна, Салгир, Біюк-Карасу                                                            | в уловах не траплявся з 1975-х років. Іхтіологічне обстеження річок Криму в 2002 р. не виявило там цієї риби. |            |

### Комахи
| Українська назва                 | Латинська назва            | Автор таксона  | Сучасний ареал | Історичне поширення в Україні        | Час вимирання в Україні      | Зображення |
| Ряд: Твердокрилі (Coleoptera)    |                            |                |                |                                      |                              |            |
| Родина: Листоїди (Chrysomelidae) |                            |                |                |                                      |                              |            |
| Чекініола пластисцелідина        | Cecchiniola platyscelidina | Jacobson, 1908 | ендемік Криму  | траплявся в передгір'ї Кримських гір | останні знахідки у 1975 році |            |